# Big Joe Turner
Big Joe Turner, nascut com Joseph Vernon Jr. (Kansas City, Missouri, 18 de maig de 1911 — Inglewood, Califòrnia, 24 de novembre de 1985) fou un cantant de blues estatunidenc.

## Discografia
- 1953 Joe Turner Sings Kansas City Jazz
- 1956 Boss of the Blues
- 1956 Big Joe Rides Again
- 1958 Rockin' the Blues
- 1958 Joe Turner
- 1959 Big Joe Is Here
- 1960 Joe Turner and the Blues
- 1967 Singing the Blues
- 1969 Bosses of the Blues, Vol. 1
- 1971 Texas Style
- 1972 Flip, Flop & Fly
- 1973 Roll 'Em
- 1974 Life Ain't Easy
- 1974 The Trumpet Kings Meet Joe Turner
- 1975 Everyday I Have the Blues
- 1976 The Midnight Special
- 1977 Things That I Used to Do
- 1977 In the Evening
- 1982 Nobody in Mind
- 1983 Blues Train
- 1984 Kansas City Here I Come
- 1985 Patcha, Patcha All Night Long
- 1996 Have No Fear, Joe Turner Is Here
- 2002 Texas Style [Black & Blue]
- 2002 Story to Tell
- 2002 Sun Risin Blues
- 2002 Rocks in My Head
- 2003 Live